# Alo Alo
Alo Alo (izvirni angleški naslov 'Allo 'Allo! ) je britanska situacijska komedija, ki je bila predvajana na BBC1 med letoma 1982 in 1992. Vse skupaj je bilo predvajanih 83 epizod.
Nadaljevanko sta ustvarila David Croft in Jeremy Lloyd.
Osnovna ideja nadaljevanke ni bila norčevanje iz druge svetovne vojne, ampak iz različnih filmov in nadaljevank o vojni, ter še posebej iz drame Tajna vojska, ki je bila predvajana tudi na BBC1.
Serija je bila od konca 80. let velikokrat predvajana na slovenski televiziji.

## Vsebina
Serija se dogaja med drugo svetovno vojno. Spremlja življenje Renéja Artoisa, francoskega gostilničarja v izmišljeni vasi Nouvion, ki so jo zasedli Nemci; ti so hkrati zasegli tudi vse krajevne umetnine, med njimi tudi prvo uro s kukavico in sliko Padla Madona (znana tudi Padla Madona z velikimi joški), delo (izmišljenega) umetnika Van Klompa. Poveljnik vasi polkovnik Erich Von Strohm se odloči, da bo vse umetnine obdržal zase in naroči Renéju, naj skrije sliko v svoji gostilni. Ko Gestapo izve za sliko, pošlje Otta Flicka (bolje znanega kot Herr Flick), da jo najde in zaseže.
Istočasno je gostilna zatočišče dveh pogumnih, a ne posebno bistroumnih britanskih vojaških pilotov, ki sta bila sestreljena nad Francijo. Francosko odporniško gibanje (La Resistance) ga prisili, da pomaga pri skrivanju teh dveh letalcev in pri njuni vrnitvi v Združeno kraljestvo. To, skrivanje umetnin in letalca, sta tudi osrednja komična elementa celotne zgodbe.
René prav tako skriva svoji dve ljubici, ki delata kot natakarici v njegovi gostilni, pred svojo ženo Édith. Prav tako je v nevarnosti, ker ga hočejo komunisti ubiti zaradi sodelovanja z Nemci in Gaullisti. Poleg tega je nemški poročnik Hubert Gruber zaljubljen vanj.

## Igralci
| Lik                                         | Igralec                                             |
| ------------------------------------------- | --------------------------------------------------- |
| René François Artois                        | Gorden Kaye                                         |
| Édith Melba Artois                          | Carmen Silvera                                      |
| Madame Fanny La Fan (mati Édith)            | Rose Hill                                           |
| Yvette Carte-Blanche                        | Vicki Michelle                                      |
| Maria Recamier (sezone 1-3)                 | Francesca Gonshaw                                   |
| Mimi Labonq (sezone 4-9)                    | Sue Hodge                                           |
| Michelle Dubois                             | Kirsten Cooke                                       |
| Monsieur Roger LeClerc (sezone 1-5)         | Jack Haig                                           |
| Monsieur Ernest LeClerc (sezone 6-9)        | Derek Royle (sezone 6) Robin Parkinson (sezone 7-9) |
| Monsieur Alphonse                           | Kenneth Connor                                      |
| General Erich Von Klinkerhoffen             | Hilary Minster                                      |
| Colonel Erich Von Strohm                    | Richard Marner                                      |
| Lieutenant Hubert Gruber                    | Guy Siner                                           |
| Captain Hans Geering (sezone 1-4)           | Sam Kelly                                           |
| Captain Alberto Bertorelli (sezone 4-7)     | Gavin Richards (sezone 4-6) Roger Kitter (sezona 7) |
| Private Helga Geerhart                      | Kim Hartman                                         |
| Herr Otto Flick                             | Richard Gibson (sezone 1-8) David Janson (sezona 9) |
| Herr Engelbert Von Smallhausen (sezone 2-9) | John Louis Mansi                                    |
| Officer (Captain) Crabtree (sezone 2-9)     | Arthur Bostrom                                      |
| RAF Flight Lt. Fairfax (sezone 1-7)         | John D. Collins                                     |
| RAF Flight Lt. Carstairs (sezone 1-7)       | Nicholas Frankau                                    |